# David Goeßmann
David Goeßmann (* 1969 in Rüthen) ist ein deutscher Autor, freier Journalist, Medienkritiker und Produzent des unabhängigen Nachrichtenmagazins Kontext TV.

## Leben
Goeßmann studierte in Berlin Germanistik und Philosophie und arbeitete danach unter anderem für den Deutschlandfunk und die Deutsche Fernsehnachrichten Agentur (DFA) in Berlin und Düsseldorf für Nachrichtensender wie N-TV, CNN-Deutschland und N24.
Von 2005 bis 2007 agierte Goeßmann als freier Auslandskorrespondent in den USA für den ARD-Hörfunk, Spiegel Online, das Medienmagazin „Der Journalist“ und Die Welt und war anschließend Autor für eine TV-Produktionsfirma der Magazine ZDF WISO und Frontal21.
Im Jahr 2009 gründete er mit Fabian Scheidler das Nachrichtenmagazin Kontext TV, welches regelmäßig Sendungen zu Fragen globaler Gerechtigkeit, Ökologie und aktuellen politischen Entwicklungen produziert.
Er verfasst Berichte für TV-Sendungen und Fachjournale, produziert Interviews sowie Sendungen und schreibt Artikel, Blogs und Bücher. Schwerpunkte seiner Arbeit sind die Klimapolitik, USA, Naher Osten, globale Gerechtigkeit, Medienkritik und politische Bewegungen. Seit Mai 2022 veröffentlicht er Artikel vorrangig bei Telepolis.

## Publikationen
- Walter Benjamin. Berliner Kindheit um neunzehnhundert – Orte des Übergangs. In: Literarisches Schreiben aus regionaler Erfahrung. Schöningh, 1996, ISBN 3-506-73410-5.
- Fake-News und Tele-PR. In: Getrennte Welten? Journalismus und PR in Deutschland. Netzwerk Recherche, 2011, ISBN 978-3-942891-02-8.
- Halbwahrheiten, Doppelstandards und Schweigen. In: Ukraine im Visier. Selbrund, 2014, ISBN 978-3-9816963-0-1.
- Ideologie und Verantwortung. Die Berichterstattung der Süddeutschen Zeitung im griechischen Schuldendrama. In: ARD & Co.: Wie Medien manipulieren. Selbrund, 2015, ISBN 978-3-9816963-7-0.
- Wenn Regierungen lügen und Medien mitmachen. In: Lügen die Medien? Propaganda, Rudeljournalismus und der Kampf um die öffentliche Meinung. Westend, 2017, ISBN 978-3-86489-188-5.
- Die Erfindung der bedrohten Republik. Wie Flüchtlinge und Demokratie entsorgt werden. Das Neue Berlin, Berlin 2019, ISBN 978-3-360-01344-6.
- Von links bis heute: Sahra Wagenknecht. Das Neue Berlin, Berlin 2019, ISBN 978-3-360-01349-1.
- Der Kampf um globale Gerechtigkeit. Gespräche mit Noam Chomsky, Vandana Shiva u. a., hrsg. von David Goeßmann / Fabian Scheidler, Promedia, Wien 2019, ISBN 978-3-85371-458-4.
- Kurs Klimakollaps. Das große Versagen der Politik. Das Neue Berlin 2021, ISBN 978-3-360-01364-4.